# Синявский, Андрей Донатович
Андре́й Дона́тович Синя́вский (литературный псевдоним — Абра́м Терц; 8 октября 1925, Москва — 25 февраля 1997, Париж) — русский и французский писатель, литературовед и критик, диссидент, политзаключённый. Кандидат филологических наук (1952). Отец писателя Егора Грана.

## Биография до ареста

### Начало литературной деятельности
Андрей Синявский родился в семье бывшего дворянина и левого эсера, не чуждого литературным интересам, Доната Евгеньевича Синявского.
С началом Великой Отечественной войны семья эвакуировалась в Сызрань, где Синявский в 1943 году окончил школу и в том же году был призван в армию. Служил радиотехником на аэродроме.
В 1945 году поступил на заочное отделение филологического факультета МГУ, после демобилизации в 1946 году перешёл на дневное. Занимался в спецсеминаре В. Д. Дувакина, посвящённом творчеству Маяковского. Окончил университет в 1949 году, затем аспирантуру там же. В 1952 году защитил кандидатскую диссертацию «Роман М. Горького „Жизнь Клима Самгина“ и история русской общественной мысли конца XIX — начала XX вв.».
Работал в Институте мировой литературы (автор глав «Горький» и «Эдуард Багрицкий» в издании «История русской советской литературы»), преподавал в МГУ на факультете журналистики и в Школе-студии МХАТ.
Синявский был одним из ведущих литературных критиков журнала «Новый мир», главным редактором которого являлся Александр Твардовский. В начале 1960-х годов журнал считался наиболее либеральным в СССР.
В конце 1960 года принят в члены Союза писателей.

### Творчество
Синявский — автор литературоведческих работ о творчестве Горького, Пастернака, Бабеля, Ахматовой. С 1955 года начал писать прозаические произведения.
В тогдашнем СССР, в связи с цензурой, его произведения не могли быть напечатаны, и Синявский до своей эмиграции издавал их на Западе под псевдонимом Абрам Терц. Были напечатаны повести «Суд идёт» и «Любимов», вошедшие в сборник прозы «Фантастический мир Абрама Терца», а также статья «Что такое социалистический реализм?», в которой едко высмеивалась советская литература.
Последняя публикация на родине — вступительная статья к тому стихотворений и поэм Бориса Пастернака в Большой серии «Библиотеки поэта» (М.-Л., 1965), подписанному в печать 25 мая 1965 года. 4 сентября того же года Андрей Синявский был арестован, и упоминание его имени стало невозможным. Поэтому в вышедшем в конце того же года каталоге серии «Библиотека поэта» (подписано в печать 16 декабря 1965 г.) в статье о книге упоминание об А. Синявском как авторе вступительной статьи было снято и восстановлено только в новом каталоге серии, изданном в 1987 году.
По утверждению филолога Гасана Гусейнова, книга дочери Сталина Светланы Аллилуевой «Двадцать писем к другу» (1963) была адресована Андрею Синявскому.

## Арест
Осенью 1965 года Синявский был арестован вместе с Ю. Даниэлем по обвинению в антисоветской пропаганде и агитации. В феврале 1966 года осуждён Верховным Судом на семь лет колонии. Оба писателя не признали себя виновными.
Многие писатели распространяли открытые письма в поддержку Даниэля и Синявского. Процесс Синявского и Даниэля связывают с началом второго периода демократического (диссидентского) движения в СССР.
В поддержку Синявского и Даниэля выступали лингвист Вяч. Иванов, критики И. Роднянская и Ю. Буртин, поэт-переводчик А. Якобсон, искусствоведы Ю. Герчук и И. Голомшток, художник-реставратор Н. Кишилов, научный сотрудник АН СССР В. Меникер, писатели Л. Копелев, Л. Чуковская, В. Корнилов, К. Паустовский.

### Письма писателей
После суда об освобождении Синявского и Даниэля ходатайствовали («письмо 63-х») А. Н. Анастасьев, А. А. Аникст, Л. А. Аннинский, П. Г. Антокольский, Б. А. Ахмадулина, С. Э. Бабёнышева, В. Д. Берестов, К. П. Богатырёв, З. Б. Богуславская, Ю. Б. Борев, В. Н. Войнович, Ю. О. Домбровский, Е. Я. Дорош, А. В. Жигулин, А. Г. Зак, Л. А. Зонина, Л. Г. Зорин, Н. М. Зоркая, Т. В. Иванова, Л. Р. Кабо, В. А. Каверин, Ц. И. Кин, Л. З. Копелев, В. Н. Корнилов, И. Н. Крупник, И. К. Кузнецов, Ю. Д. Левитанский, Л. А. Левицкий, С. Л. Лунгин, Л. З. Лунгина, С. П. Маркиш, В. З. Масс, О. Н. Михайлов, Ю. П. Мориц, Ю. М. Нагибин, И. И. Нусинов, В. Ф. Огнев, Б. Ш. Окуджава, Р. Д. Орлова, Л. С. Осповат, Н. В. Панченко, М. А. Поповский, Л. Е. Пинский, С. Б. Рассадин, Н. В. Реформатская, В. М. Россельс, Д. С. Самойлов, Б. М. Сарнов, Ф. Г. Светов, А. Я. Сергеев, Р. С. Сеф, Л. И. Славин, И. Н. Соловьёва, А. А. Тарковский, А. М. Турков, И. Ю. Тынянова, Г. С. Фиш, К. И. Чуковский, Л. К. Чуковская, М. Ф. Шатров, В. Б. Шкловский, И. Г. Эренбург («Литературная газета», 19/11, 1966 г.).
В ответной статье Секретариат Союза советских писателей — К. А. Федин, Н. С. Тихонов, К. М. Симонов, К. В. Воронков, В. А. Смирнов, Л. С. Соболев, С. В. Михалков, А. А. Сурков — высказался против Синявского и Даниэля. Синявский был исключён из ССП.
В резком тоне против Даниэля и Синявского выступал также лауреат Нобелевской премии по литературе Михаил Шолохов.

### Митинг гласности
5 декабря 1965 года (в день конституции) на Пушкинской площади состоялся Митинг гласности в поддержку Даниэля и Синявского. В число участников входили Александр Есенин-Вольпин, Валерий Никольский (1938—1978), Юрий Титов, Юрий Галансков, Владимир Буковский. Митингующие требовали, чтобы суд над Даниэлем и Синявским был проведён гласно и открыто, в соответствии с положениями Конституции СССР. Прямо с площади на допрос были увезены А. Есенин-Вольпин, Ю. Галансков, А. Шухт и др. Допрос продолжался два часа, впоследствии участники были отпущены.

### Самиздат о деле Синявского и Даниэля
В самиздате распространялись открытые обращения к деятелям науки и искусства с описаниями процесса Синявского и Даниэля, предупреждающие об опасности повторения сталинских репрессий в случае молчаливого одобрения таких процессов обществом. Широкую известность получило открытое письмо Л. К. Чуковской к М. А. Шолохову.

## Заключение
В колонии Дубровлаг Синявский работал грузчиком. Из его писем жене, написанных из заключения, составлены произведения «Прогулки с Пушкиным», «Голос из хора», «В тени Гоголя».
Про этот период своей жизни он писал: «…ни на шарашке, ни лагерным придурком, ни бригадиром я никогда не был. На моём деле, от КГБ, из Москвы, было начертано: „использовать только на физически тяжёлых работах“, что и было исполнено.» «Время, проведённое в лагере, было лучшее время в моей жизни».
8 июня 1971 года был освобождён досрочно ― помилован по инициативе Андропова.

## Эмиграция

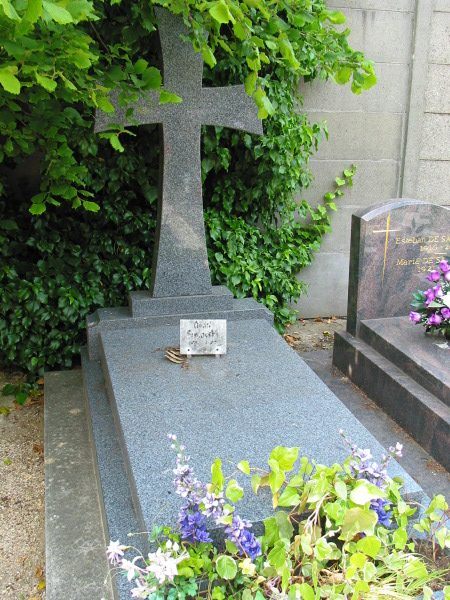
Могила Андрея Синявского (Cimetière communal de Fontenay-aux-Roses, Rue des Pierrelais 18) [http://maps.google.com/maps/ms?hl=en&ie=UTF8&msa=0&msid=100553423387350487264.000478cd6ca38a374383e&t=h&z=19 на сайте Googlemaps

Вскоре после освобождения в 1973 году Андрей Синявский поехал по приглашению профессора Клода Фриу (Университет Париж VIII) на работу во Францию. С 1973 года числился профессором русской литературы в Университете «Париж IV — Сорбонна». В эмиграции Андрей Синявский написал и опубликовал книги по материалам своих лекций : «Опавшие листья В. В. Розанова» и «Иван-дурак. Очерк русской народной веры», а также автобиографический роман «Спокойной ночи». С 1978 года совместно с женой Марией Васильевной Розановой издавал журнал «Синтаксис». Отец писателя Егора Грана.
17 октября 1991 года в «Известиях» появилось сообщение о пересмотре дел и реабилитации Ульманиса, Тимофеева-Ресовского, Царапкина, Синявского и Даниэля за отсутствием в их действиях состава преступления.
В начале 1996 года был постановлен диагноз инфаркт, врачи категорически запретили ему курить. В сентябре 1996 года был постановлен диагноз рак лёгких с метастазами в головной мозг. От операции было решено отказаться, но каждый день писателю проводилась радиотерапия в госпитале Института Марии Кюри, оказавшая вредное влияние на печень.
Андрей Синявский скончался 25 февраля 1997 года от рака лёгких, похоронен в Фонтене-о-Роз под Парижем. Отпевал его московский священник Владимир Вигилянский. На похороны приезжали из Москвы друзья Синявских — Андрей Вознесенский, Виталий Третьяков.

### Взгляды в эмиграции
Широкую реакцию вызвала книга Синявского (Абрама Терца) «Прогулки с Пушкиным».
В эссе Абрама Терца «Литературный процесс в России» (1973) затрагивается тема, посвящённая антисемитизму в России. В частности, автор пишет:

«Это не просто переселение народа на свою историческую родину, а прежде всего и главным образом — бегство из России. Значит, пришлось солоно. Значит — допекли. Кое-кто сходит с ума, вырвавшись на волю. Кто-то бедствует, ищет, к чему бы русскому прислониться в этом раздольном, безвоздушном, чужеземном море. Но всё бегут, бегут. Россия — Мать, Россия — Сука, ты ответишь и за это очередное, вскормленное тобою и выброшенное потом на помойку, с позором — дитя!..»

Затем автор саркастически сочувствует русским антисемитам, говоря, что русские всё равно не способны постичь, что в их бедах могут быть виноваты они сами, а не евреи. Это произведение вызвало резкую критику А. Солженицына.
Синявский написал несколько статей о свободе мнений и свободе слова в эмигрантской среде. Солженицын — «недообразованный патриот» (по выражению Синявского) и «устроитель нового единомыслия» — к тому времени уже был властителем дум эмиграции и её лидером. Солженицын обрушился на Синявского с осуждениями, обернувшимися отказом эмигрантских журналов печатать Абрама Терца. Именно тогда у жены Синявского Марии Розановой родилась идея собственного журнала, которым стал «Синтаксис» (первые номера посвящены А. Гинзбургу). Этот журнал стал «другим мнением»[уточнить].
После штурма Белого дома в 1993 году заявил: 
Господин Президент! Почему Вы стреляли в свой народ? Верховный Совет плохой? Так это Ваш Верховный Совет, это парламент Вашего народа, и другого народа у Вас не будет. Потому что Вас выбрали Президентом всея Руси, а не только своей команды. Господин Президент! В Вашем конфликте с Верховным Советом виноваты как минимум обе стороны, и, может быть, больше виноват тот, у кого больше власти. 
<...> откуда появилось это странное убеждение, что демократия - это Ельцин и ничего, кроме Ельцина? Живут себе народы разных стран, Франция, скажем, или Германия, без всякого Ельцина, но вполне при демократии... И опять же - без президентов демократии бывают, а вот без парламента, без независимого суда, без свободы печати и неприкосновенности личности - нет..

Во время президентских выборов 1996 года публично высказался против Ельцина: 
Я считаю, что товарищ Ельцин еще большее зло, чем нынешние коммунисты. Почему? Потому что 30 процентов населения, которое выпало за черту бедности в результате “реформ” президента Ельцина и его бывшего премьер-министра Егора Гайдара, не имеют иного выбора, кроме как обратиться к оппозиции, т. е. к коммунистам. Именно бедные составляют основу избирателей, намеревающихся голосовать за Зюганова. Таким образом, именно политика Ельцина привела к подъему прокоммунистических настроений в России, и они только будут расти, если он останется у власти на второй срок.

Во Франции, например, не будет трагедией, если Ширака не переизберут на второй срок. Точно так же не будет трагедии в Америке, если не выберут Клинтона. А почему в России обязательно трагедия? Если не Сталин, то трагедия. Если не Ельцин, то трагедия. Зачем нам нужно все время проходить опыт самодержавия?
Я не могу понять, как интеллигенция могла отвернуться сейчас от собственного народа, который был просто ограблен и обнищал в результате реформ, проведенных в России Ельциным и Гайдаром. Всем известно, что интеллигенция тоже от них пострадала. Но она получает хотя бы удовлетворение от того, что читает те книжки, которые хочет, и никто ей этого не запрещает. Ну хорошо, народ твой не читает книжки. Что ж, значит, он не в счет? И можно ли кому корить народ за то, что он пошел за коммунистами? Интеллигенция приходит в ужас по этому поводу. Так что ж, стрелять что ли надо в народ? Ведь это же ваш народ! А пошел он за коммунистами потому, что ваша демократия довела его до голода. Вот он и пошел. История знает такие повороты народа.

### Слухи о связях с КГБ
Ряд идейных противников Синявского из диссидентской и эмигрантской среды по сей день распространяют информацию о том, что как до, так и после своего ареста Синявский сотрудничал с КГБ СССР. В частности, диссидент Сергей Григорьянц расценивает выезд Синявского и Розановой во Францию как операцию советских спецслужб с целью внедрения «агентов влияния» в эмигрантское сообщество. Эти сведения опираются на опубликованную Владимиром Буковским в начале 1990-х годов в израильской газете «Вести» ксерокопию записки Ю. В. Андропова о Синявском и Даниэле, направленной в ЦК КПСС 26 февраля 1973 года. Как впоследствии подтвердила экспертиза, этот текст является компиляцией отдельных склеенных частей упомянутого документа, из которого оказались исключены фрагменты, свидетельствовавшие о непричастности Синявского к сотрудничеству с КГБ СССР. Более того: из вырезанных частей текста как раз следует, что компрометация Синявского как «агента влияния КГБ» среди диссидентов-эмигрантов была основной задачей КГБ при его отъезде на Запад.

## Произведения
Автором большинства произведений выступает Абрам Терц, так как собственно Синявский — это кабинетный учёный-филолог, и его именем подписаны только статьи в жанре «строгого литературоведения» и ряд публицистических статей, Абраму Терцу же принадлежит вся проза и основной массив литературоведческих эссе. В списке ниже произведения, в которых Синявский выступал не от лица Терца, помечены.

### Проза
- В цирке (1955)
- Суд идёт (1956)
- Пхенц (1957)
- Квартиранты (1959)
- Ты и я (1959)
- Графоманы (Из рассказов о моей жизни) (1959)
- Гололедица (1959)
- Любимов (1963)
- Крошка Цорес (1980)
- Спокойной ночи (1983)
- Кошкин дом. Роман дальнего следования (1998)

### Эссеистика
- Что такое социалистический реализм
- Мысли врасплох. Munchen, Echo-Press, s.a. <1972>
- Голос из хора (1966—1971, французская премия за лучшую иностранную книгу, 1974)
- Прогулки с Пушкиным (1966—1968), London, OPI — Collins, 1975
- В тени Гоголя (1970—1973)
- Литературный процесс в России
- Люди и звери
- «Я» и «они»
- Анекдот в анекдоте
- Отечество. Блатная песня
- Река и песня
- Открытое письмо А. Солженицыну (Андрей Синявский)
- Солженицын как устроитель нового единомыслия (Андрей Синявский)
- Чтение в сердцах (Андрей Синявский)
- Памяти павших: Аркадий Белинков
- «Тёмная ночь» (Андрей Синявский)
- В ночь после битвы (Андрей Синявский)
- Диссидентство как личный опыт (Андрей Синявский)
- Сны на православную пасху (Андрей Синявский)
- Путешествие на Чёрную речку
- «Опавшие листья» В. В. Розанова (1982)
- Soviet Civilization: A Cultural History. N.Y. Arcade Publ., Little, Brown and Co (1990). (Andrei Sinyavsky)
- Иван-дурак: Очерки русской народной веры (1991) (Андрей Синявский)
- The Russian Intelligentsia. (Русская интеллигенция.) NY, Columbia University Press, 1997.
- Андрей Синявский :127 писем о любви. (в 3 т.)- М.: Аграф,2004